# Delaware kongresszusi delegációinak listája
Ez a lista az Amerikai Egyesült Államok Delaware államának szenátorait, illetve képviselőházi képviselőit sorolja föl. 1681-ben, William Penn, egy angol kvéker birtokot kapott Észak-Amerikában II. Károly angol királytól. Ennek a földnek Pennsylvania volt a neve. Penn egy várost tervezett erre a földre, és a Philadelphia nevet adta neki – ez görögül annyit jelent, hogy „testvéri szeretet”. Talán a név találó volt, mert a föld megszerzése után nemsokára levelet írt az őslakos törzsfőnököknek, a barátságukat kérve. Azt állította nekik, hogy igen érzékenyen érintik azok a gonoszságok és igazságtalanságok, amiket telepesek műveltek az indiánokkal. Tőlük eltérően Penn békében kíván élni velük. Valóban, Penn rövid uralmát demokratikus időszakként tartják számon, és tényleg békében élt az őslakókkal. 
1682-ben William Penn, kérelmezett egy direkt kijáratot az óceánhoz. York hercege Pennek adta az összes földet, egy 19 km-es körzetben, (12 mérföld) New Casteltól és Cape Henlopentől délre. A terület bennfoglalja a mai Delaware nagy részét. Az átengedést hevesen ellenezte Charles Calvert, és Lord Baltimore, aki szintén igényelte a Delaware folyó menti földet a Maryland gyarmatának. Egy angol bíróság elutasította Baltimore igényét, de a végső vita a Maryland és Delaware közötti határvonalról csak 1769-ben oldódott meg. 1682 decemberében 3 delawari megye, amit Penn Lower Countiesnak nevezett, egyesült Pennsylvaniaval. Egy általános gyűlés kormányozta. Delaware-nek és Pennsylvaniának ugyanannyi képviselője volt a gyűlésben.
Delaware lakossága vonakodott a Barátok Társaság vagy a kvékerek vezetésétől, a vallásos testület, ami Philadelphiát uralta, és féltek a gyors gazdasági növekedéstől. Nehezteltek továbbá Penn kudarca miatt, hogy nem sikerült elég védelmet biztosítania Lord Baltimore emberei és a partvonal menti településeket terrorizáló kalózok támadásai ellen. Végül a viszály az alsó megyék képviselete fölött ahhoz vezetett, hogy Delaware kialakított egy új, független gyűlést. Az első gyűlést New Castle-ban tartották, 1704-ben. Attól az időponttól a Delaware-i gyűlés hozta meg az alsó három megye törvényeit – gyakorlatilag külön gyarmattá vált, Pennsylvania kormányzójának vezetésével. A saját gyűléssel a delaware-i lakosság biztosította a gyarmat fejlődését.
A képviselőt két évente választják meg, a szenátorok közül az egyik az 1., a második pedig a 2. osztály tagja.

## Jelenlegi delegáció

### Képviselő
| Az Amerikai Egyesült Államok 119. kongresszusa képviselőházi tagja | Az Amerikai Egyesült Államok 119. kongresszusa képviselőházi tagja | Az Amerikai Egyesült Államok 119. kongresszusa képviselőházi tagja | Az Amerikai Egyesült Államok 119. kongresszusa képviselőházi tagja | Az Amerikai Egyesült Államok 119. kongresszusa képviselőházi tagja | Az Amerikai Egyesült Államok 119. kongresszusa képviselőházi tagja |
| Kép                                                                | Képviselő                                                          | Párt                                                               | Körzet térképe                                                     | Hivatali idő kezdete                                               | Képviselő születési éve                                            |
| ------------------------------------------------------------------ | ------------------------------------------------------------------ | ------------------------------------------------------------------ | ------------------------------------------------------------------ | ------------------------------------------------------------------ | ------------------------------------------------------------------ |
|                                                                    | Sarah McBride                                                      |                                                                    |                                                                    | 2025                                                               | 1990                                                               |

## Delawere korábbi szenátorai
| 1. osztály                                       | 1. osztály                                        | Kongresszus                                       | 2. osztály                                       | 2. osztály          |
| ------------------------------------------------ | ------------------------------------------------- | ------------------------------------------------- | ------------------------------------------------ | ------------------- |
| George Read (F)                                  |                                                   | Az Egyesült Államok 1. kongresszusa (1789–1791)   |                                                  | Richard Bassett (F) |
| George Read (F)                                  | Az Egyesült Államok 2. kongresszusa (1791–1793)   |                                                   |                                                  | Richard Bassett (F) |
| George Read (F)                                  | Az Egyesült Államok 3. kongresszusa (1793–1795)   |                                                   | John M. Vining (F)                               |                     |
| Henry Latimer (F)                                | Az Egyesült Államok 3. kongresszusa (1793–1795)   |                                                   | John M. Vining (F)                               |                     |
| Az Egyesült Államok 4. kongresszusa (1795–1797)  |                                                   |                                                   | John M. Vining (F)                               |                     |
|                                                  | Az Egyesült Államok 5. kongresszusa (1797–1799)   | Joshua Clayton (F)                                |                                                  |                     |
| Az Egyesült Államok 6. kongresszusa (1799–1801)  |                                                   | William H. Wells (F)                              |                                                  |                     |
| Samuel White (F)                                 | Az Egyesült Államok 7. kongresszusa (1801–1803)   | William H. Wells (F)                              |                                                  |                     |
| Samuel White (F)                                 | Az Egyesült Államok 8. kongresszusa (1803–1805)   | William H. Wells (F)                              |                                                  |                     |
| Samuel White (F)                                 | Az Egyesült Államok 9. kongresszusa (1805–1807)   |                                                   | James A. Bayard, Sr. (F)                         |                     |
| Samuel White (F)                                 | Az Egyesült Államok 10. kongresszusa (1807–1809)  |                                                   | James A. Bayard, Sr. (F)                         |                     |
| Outerbridge Horsey (F)                           |                                                   | Az Egyesült Államok 11. kongresszusa (1809–1811)  | James A. Bayard, Sr. (F)                         |                     |
| Outerbridge Horsey (F)                           | Az Egyesült Államok 12. kongresszusa (1811–1813)  |                                                   | James A. Bayard, Sr. (F)                         |                     |
| Outerbridge Horsey (F)                           | Az Egyesült Államok 13. kongresszusa (1813–1815)  | William H. Wells (F)                              |                                                  |                     |
| Outerbridge Horsey (F)                           | Az Egyesült Államok 14. kongresszusa (1815–1817)  | William H. Wells (F)                              |                                                  |                     |
| Outerbridge Horsey (F)                           | Az Egyesült Államok 15. kongresszusa (1817–1819)  |                                                   | Nicholas Van Dyke (F)                            |                     |
| Outerbridge Horsey (F)                           | Az Egyesült Államok 16. kongresszusa (1819–1821)  |                                                   | Nicholas Van Dyke (F)                            |                     |
| Vacant                                           |                                                   | Az Egyesült Államok 17. kongresszusa (1821–1823)  | Nicholas Van Dyke (F)                            |                     |
| Caesar A. Rodney (D-R)                           |                                                   | Az Egyesült Államok 17. kongresszusa (1821–1823)  | Nicholas Van Dyke (F)                            |                     |
| Vacant                                           |                                                   | Az Egyesült Államok 17. kongresszusa (1821–1823)  | Nicholas Van Dyke (F)                            |                     |
| Az Egyesült Államok 18. kongresszusa (1823–1825) |                                                   |                                                   | Nicholas Van Dyke (F)                            |                     |
| Thomas Clayton (Anti-J)                          |                                                   |                                                   | Nicholas Van Dyke (F)                            |                     |
| Az Egyesült Államok 19. kongresszusa (1825–1827) | Daniel Rodney (Anti-J)                            |                                                   |                                                  |                     |
| Louis McLane (D)                                 |                                                   | Az Egyesült Államok 20. kongresszusa (1827–1829)  | Henry M. Ridgely (D)                             |                     |
| Arnold Naudain (W)                               | Az Egyesült Államok 21. kongresszusa (1829–1831)  |                                                   | John M. Clayton (W)                              |                     |
| Arnold Naudain (W)                               | Az Egyesült Államok 22. kongresszusa (1831–1833)  |                                                   | John M. Clayton (W)                              |                     |
| Arnold Naudain (W)                               | Az Egyesült Államok 23. kongresszusa (1833–1835)  |                                                   | John M. Clayton (W)                              |                     |
| Richard H. Bayard (W)                            | Az Egyesült Államok 24. kongresszusa (1835–1837)  |                                                   | John M. Clayton (W)                              |                     |
| Richard H. Bayard (W)                            | Az Egyesült Államok 25. kongresszusa (1837–1839)  | Thomas Clayton (W)                                |                                                  |                     |
| Vacant                                           |                                                   | Thomas Clayton (W)                                | Az Egyesült Államok 26. kongresszusa (1839–1841) |                     |
| Richard H. Bayard (W)                            | Az Egyesült Államok 27. kongresszusa (1841–1843)  | Thomas Clayton (W)                                |                                                  |                     |
| Richard H. Bayard (W)                            | Az Egyesült Államok 28. kongresszusa (1843–1845)  | Thomas Clayton (W)                                |                                                  |                     |
| John M. Clayton (W)                              |                                                   | Thomas Clayton (W)                                | Az Egyesült Államok 29. kongresszusa (1845–1847) |                     |
| John M. Clayton (W)                              | Az Egyesült Államok 30. kongresszusa (1847–1849)  |                                                   | Presley Spruance (W)                             |                     |
| John Wales (W)                                   | Az Egyesült Államok 31. kongresszusa (1849–1851)  |                                                   | Presley Spruance (W)                             |                     |
| James A. Bayard, Jr. (D)                         |                                                   | Az Egyesült Államok 32. kongresszusa (1851–1853)  | Presley Spruance (W)                             |                     |
| James A. Bayard, Jr. (D)                         | Az Egyesült Államok 33. kongresszusa (1853–1855)  |                                                   | John M. Clayton (W)                              |                     |
| James A. Bayard, Jr. (D)                         | Az Egyesült Államok 34. kongresszusa (1855–1857)  | Joseph P. Comegys (W)                             |                                                  |                     |
| James A. Bayard, Jr. (D)                         |                                                   | Az Egyesült Államok 35. kongresszusa (1857–1859)  | Martin W. Bates (D)                              |                     |
| James A. Bayard, Jr. (D)                         | Az Egyesült Államok 36. kongresszusa (1859–1861)  |                                                   | Willard Saulsbury, Sr. (D)                       |                     |
| James A. Bayard, Jr. (D)                         | Az Egyesült Államok 37. kongresszusa (1861–1863)  |                                                   | Willard Saulsbury, Sr. (D)                       |                     |
| George R. Riddle (D)                             |                                                   | Az Egyesült Államok 38. kongresszusa (1863–1865)  | Willard Saulsbury, Sr. (D)                       |                     |
| George R. Riddle (D)                             | Az Egyesült Államok 39. kongresszusa (1865–1867)  |                                                   | Willard Saulsbury, Sr. (D)                       |                     |
| James A. Bayard, Jr. (D)                         | Az Egyesült Államok 40. kongresszusa (1867–1869)  |                                                   | Willard Saulsbury, Sr. (D)                       |                     |
| Thomas F. Bayard, Sr. (D)                        |                                                   | Az Egyesült Államok 41. kongresszusa (1869–1871)  | Willard Saulsbury, Sr. (D)                       |                     |
| Thomas F. Bayard, Sr. (D)                        | Az Egyesült Államok 42. kongresszusa (1871–1873)  |                                                   | Eli M. Saulsbury (D)                             |                     |
| Thomas F. Bayard, Sr. (D)                        | Az Egyesült Államok 43. kongresszusa (1873–1875)  |                                                   | Eli M. Saulsbury (D)                             |                     |
| Thomas F. Bayard, Sr. (D)                        | Az Egyesült Államok 44. kongresszusa (1875–1877)  |                                                   | Eli M. Saulsbury (D)                             |                     |
| Thomas F. Bayard, Sr. (D)                        | Az Egyesült Államok 45. kongresszusa (1877–1879)  |                                                   | Eli M. Saulsbury (D)                             |                     |
| Thomas F. Bayard, Sr. (D)                        | Az Egyesült Államok 46. kongresszusa (1879–1881)  |                                                   | Eli M. Saulsbury (D)                             |                     |
| Thomas F. Bayard, Sr. (D)                        | Az Egyesült Államok 47. kongresszusa (1881–1883)  |                                                   | Eli M. Saulsbury (D)                             |                     |
| Thomas F. Bayard, Sr. (D)                        | Az Egyesült Államok 48. kongresszusa (1883–1885)  |                                                   | Eli M. Saulsbury (D)                             |                     |
| George Gray (D)                                  | Az Egyesült Államok 49. kongresszusa (1885–1887)  |                                                   | Eli M. Saulsbury (D)                             |                     |
| George Gray (D)                                  | Az Egyesült Államok 50. kongresszusa (1887–1889)  |                                                   | Eli M. Saulsbury (D)                             |                     |
| George Gray (D)                                  | Az Egyesült Államok 51. kongresszusa (1889–1891)  |                                                   | Anthony Higgins (R)                              |                     |
| George Gray (D)                                  | Az Egyesült Államok 52. kongresszusa (1891–1893)  |                                                   | Anthony Higgins (R)                              |                     |
| George Gray (D)                                  | Az Egyesült Államok 53. kongresszusa (1893–1895)  |                                                   | Anthony Higgins (R)                              |                     |
| George Gray (D)                                  | Az Egyesült Államok 54. kongresszusa (1895–1897)  |                                                   | Vacant                                           |                     |
| George Gray (D)                                  | Az Egyesült Államok 55. kongresszusa (1897–1899)  | Richard R. Kenney (D)                             |                                                  |                     |
| Vacant                                           |                                                   | Richard R. Kenney (D)                             | Az Egyesült Államok 56. kongresszusa (1899–1901) |                     |
| Vacant                                           | Az Egyesült Államok 57. kongresszusa (1901–1903)  |                                                   | Vacant                                           |                     |
| L. Heisler Ball (R)                              | Az Egyesült Államok 58. kongresszusa (1903–1905)  | J. Frank Allee (R)                                |                                                  |                     |
| Vacant                                           |                                                   | J. Frank Allee (R)                                | Az Egyesült Államok 59. kongresszusa (1905–1907) |                     |
| Henry A. du Pont (R)                             |                                                   | J. Frank Allee (R)                                | Az Egyesült Államok 59. kongresszusa (1905–1907) |                     |
| Az Egyesült Államok 60. kongresszusa (1907–1909) |                                                   | Harry A. Richardson (R)                           |                                                  |                     |
| Az Egyesült Államok 61. kongresszusa (1909–1911) |                                                   | Harry A. Richardson (R)                           |                                                  |                     |
|                                                  | Az Egyesült Államok 62. kongresszusa (1911–1913)  | Harry A. Richardson (R)                           |                                                  |                     |
| Az Egyesült Államok 63. kongresszusa (1913–1915) |                                                   | Willard Saulsbury, Jr. (D)                        |                                                  |                     |
| Az Egyesült Államok 64. kongresszusa (1915–1917) |                                                   | Willard Saulsbury, Jr. (D)                        |                                                  |                     |
| Josiah O. Wolcott (D)                            |                                                   | Willard Saulsbury, Jr. (D)                        | Az Egyesült Államok 65. kongresszusa (1917–1919) |                     |
| Josiah O. Wolcott (D)                            | Az Egyesült Államok 66. kongresszusa (1919–1921)  |                                                   | L. Heisler Ball (R)                              |                     |
| T. Coleman du Pont (R)                           | Az Egyesült Államok 67. kongresszusa (1921–1923)  |                                                   | L. Heisler Ball (R)                              |                     |
| Thomas F. Bayard, Jr. (D)                        |                                                   | Az Egyesült Államok 68. kongresszusa (1923–1925)  | L. Heisler Ball (R)                              |                     |
| Thomas F. Bayard, Jr. (D)                        | Az Egyesült Államok 69. kongresszusa (1925–1927)  |                                                   | T. Coleman du Pont (R)                           |                     |
| Thomas F. Bayard, Jr. (D)                        | Az Egyesült Államok 70. kongresszusa (1927–1929)  |                                                   | T. Coleman du Pont (R)                           |                     |
| John G. Townsend, Jr. (R)                        |                                                   | Az Egyesült Államok 71. kongresszusa (1929–1931)  | Daniel O. Hastings (R)                           |                     |
| John G. Townsend, Jr. (R)                        | Az Egyesült Államok 72. kongresszusa (1931–1933)  |                                                   | Daniel O. Hastings (R)                           |                     |
| John G. Townsend, Jr. (R)                        | Az Egyesült Államok 73. kongresszusa (1933–1935)  |                                                   | Daniel O. Hastings (R)                           |                     |
| John G. Townsend, Jr. (R)                        | Az Egyesült Államok 74. kongresszusa (1935–1937)  |                                                   | Daniel O. Hastings (R)                           |                     |
| John G. Townsend, Jr. (R)                        | Az Egyesült Államok 75. kongresszusa (1937–1939)  |                                                   | James H. Hughes (D)                              |                     |
| John G. Townsend, Jr. (R)                        | Az Egyesült Államok 76. kongresszusa (1939–1941)  |                                                   | James H. Hughes (D)                              |                     |
| James M. Tunnell (D)                             |                                                   | Az Egyesült Államok 77. kongresszusa (1941–1943)  | James H. Hughes (D)                              |                     |
| James M. Tunnell (D)                             | Az Egyesült Államok 78. kongresszusa (1943–1945)  |                                                   | C. Douglass Buck (R)                             |                     |
| James M. Tunnell (D)                             | Az Egyesült Államok 79. kongresszusa (1945–1947)  |                                                   | C. Douglass Buck (R)                             |                     |
| John J. Williams (R)                             |                                                   | Az Egyesült Államok 80. kongresszusa (1947–1949)  | C. Douglass Buck (R)                             |                     |
| John J. Williams (R)                             | Az Egyesült Államok 81. kongresszusa (1949–1951)  |                                                   | J. Allen Frear, Jr. (D)                          |                     |
| John J. Williams (R)                             | Az Egyesült Államok 82. kongresszusa (1951–1953)  |                                                   | J. Allen Frear, Jr. (D)                          |                     |
| John J. Williams (R)                             | Az Egyesült Államok 83. kongresszusa (1953–1955)  |                                                   | J. Allen Frear, Jr. (D)                          |                     |
| John J. Williams (R)                             | Az Egyesült Államok 84. kongresszusa (1955–1957)  |                                                   | J. Allen Frear, Jr. (D)                          |                     |
| John J. Williams (R)                             | Az Egyesült Államok 85. kongresszusa (1957–1959)  |                                                   | J. Allen Frear, Jr. (D)                          |                     |
| John J. Williams (R)                             | Az Egyesült Államok 86. kongresszusa (1959–1961)  |                                                   | J. Allen Frear, Jr. (D)                          |                     |
| John J. Williams (R)                             | Az Egyesült Államok 87. kongresszusa (1961–1963)  |                                                   | J. Caleb Boggs (R)                               |                     |
| John J. Williams (R)                             | Az Egyesült Államok 88. kongresszusa (1963–1965)  |                                                   | J. Caleb Boggs (R)                               |                     |
| John J. Williams (R)                             | Az Egyesült Államok 89. kongresszusa (1965–1967)  |                                                   | J. Caleb Boggs (R)                               |                     |
| John J. Williams (R)                             | Az Egyesült Államok 90. kongresszusa (1967–1969)  |                                                   | J. Caleb Boggs (R)                               |                     |
| John J. Williams (R)                             | Az Egyesült Államok 91. kongresszusa (1969–1971)  |                                                   | J. Caleb Boggs (R)                               |                     |
| William V. Roth, Jr. (R)                         |                                                   | Az Egyesült Államok 92. kongresszusa (1971–1973)  | J. Caleb Boggs (R)                               |                     |
| William V. Roth, Jr. (R)                         | Az Egyesült Államok 93. kongresszusa (1973–1975)  |                                                   | Joe Biden (D)                                    |                     |
| William V. Roth, Jr. (R)                         | Az Egyesült Államok 94. kongresszusa (1975–1977)  |                                                   | Joe Biden (D)                                    |                     |
| William V. Roth, Jr. (R)                         | Az Egyesült Államok 95. kongresszusa (1977–1979)  |                                                   | Joe Biden (D)                                    |                     |
| William V. Roth, Jr. (R)                         | Az Egyesült Államok 96. kongresszusa (1979–1981)  |                                                   | Joe Biden (D)                                    |                     |
| William V. Roth, Jr. (R)                         | Az Egyesült Államok 97. kongresszusa (1981–1983)  |                                                   | Joe Biden (D)                                    |                     |
| William V. Roth, Jr. (R)                         | Az Egyesült Államok 98. kongresszusa (1983–1985)  |                                                   | Joe Biden (D)                                    |                     |
| William V. Roth, Jr. (R)                         | Az Egyesült Államok 99. kongresszusa (1985–1987)  |                                                   | Joe Biden (D)                                    |                     |
| William V. Roth, Jr. (R)                         | Az Egyesült Államok 100. kongresszusa (1987–1989) |                                                   | Joe Biden (D)                                    |                     |
| William V. Roth, Jr. (R)                         | Az Egyesült Államok 101. kongresszusa (1989–1991) |                                                   | Joe Biden (D)                                    |                     |
| William V. Roth, Jr. (R)                         | Az Egyesült Államok 102. kongresszusa (1991–1993) |                                                   | Joe Biden (D)                                    |                     |
| William V. Roth, Jr. (R)                         | Az Egyesült Államok 103. kongresszusa (1993–1995) |                                                   | Joe Biden (D)                                    |                     |
| William V. Roth, Jr. (R)                         | Az Egyesült Államok 104. kongresszusa (1995–1997) |                                                   | Joe Biden (D)                                    |                     |
| William V. Roth, Jr. (R)                         | Az Egyesült Államok 105. kongresszusa (1997–1999) |                                                   | Joe Biden (D)                                    |                     |
| William V. Roth, Jr. (R)                         | Az Egyesült Államok 106. kongresszusa (1999–2001) |                                                   | Joe Biden (D)                                    |                     |
| Tom Carper (D)                                   |                                                   | Az Egyesült Államok 107. kongresszusa (2001–2003) | Joe Biden (D)                                    |                     |
| Tom Carper (D)                                   | Az Egyesült Államok 108. kongresszusa (2003–2005) |                                                   | Joe Biden (D)                                    |                     |
| Tom Carper (D)                                   | Az Egyesült Államok 109. kongresszusa (2005–2007) |                                                   | Joe Biden (D)                                    |                     |
| Tom Carper (D)                                   | Az Egyesült Államok 110. kongresszusa (2007–2009) |                                                   | Joe Biden (D)                                    |                     |
| Tom Carper (D)                                   | Az Egyesült Államok 111. kongresszusa (2009–2011) |                                                   | Joe Biden (D)                                    |                     |
| Tom Carper (D)                                   | Ted Kaufman (D)                                   |                                                   |                                                  |                     |
| Tom Carper (D)                                   | Chris Coons (D)                                   |                                                   |                                                  |                     |
| Tom Carper (D)                                   | Az Egyesült Államok 112. kongresszusa (2011–2013) |                                                   |                                                  |                     |
| Tom Carper (D)                                   | Az Egyesült Államok 113. kongresszusa (2013–2015) |                                                   |                                                  |                     |
| Tom Carper (D)                                   | Az Egyesült Államok 114. kongresszusa (2015–2017) |                                                   |                                                  |                     |
| Tom Carper (D)                                   | Az Egyesült Államok 115. kongresszusa (2017–2019) |                                                   |                                                  |                     |
| Tom Carper (D)                                   | Az Egyesült Államok 116. kongresszusa (2019–2021) |                                                   |                                                  |                     |
| Tom Carper (D)                                   | Az Egyesült Államok 117. kongresszusa (2021–2023) |                                                   |                                                  |                     |
| Tom Carper (D)                                   | Az Egyesült Államok 118. kongresszusa (2023–2025) |                                                   |                                                  |                     |
| Lisa Blunt Rochester (D)                         |                                                   | Az Egyesült Államok 119. kongresszusa (2025–2027) |                                                  |                     |

| Kongresszus      | Képviselő (egész állam)   |                           |
| ---------------- | ------------------------- | ------------------------- |
| 1. (1789–1791)   | John Vining (PA)          |                           |
| 2. (1791–1793)   | John Vining (PA)          |                           |
| 3. (1793–1795)   | John Patten (AA)          |                           |
| 3. (1793–1795)   | Henry Latimer (F)         |                           |
| 4. (1795–1797)   | John Patten (DR)          |                           |
| 5. (1797–1799)   | James A. Bayard, Sr. (F)  |                           |
| 6. (1799–1801)   | James A. Bayard, Sr. (F)  |                           |
| 7. (1801–1803)   | James A. Bayard, Sr. (F)  |                           |
| 8. (1803–1805)   | Caesar Rodney (DR)        |                           |
| 9. (1805–1807)   | James M. Broom (F)        |                           |
| 10. (1807–1809)  | Nicholas Van Dyke (F)     |                           |
| 11. (1809–1811)  | Nicholas Van Dyke (F)     |                           |
| 12. (1811–1813)  | Henry M. Ridgely (F)      |                           |
| 13. (1813–1815)  | Henry M. Ridgely (F)      | Képviselő (egész állam–2) |
| 13. (1813–1815)  | Henry M. Ridgely (F)      | Thomas Cooper (F)         |
| 14. (1815–1817)  | Thomas Clayton (F)        |                           |
| 15. (1817–1819)  | Louis McLane (F)          | Willard Hall (DR)         |
| 16. (1819–1821)  | Louis McLane (F)          | Willard Hall (DR)         |
| 17. (1821–1823)  | Louis McLane (F)          | Caesar A. Rodney (DR)     |
| 17. (1821–1823)  | Louis McLane (F)          | Daniel Rodney (F)         |
| 18. (1823–1825)  | Louis McLane (F)          |                           |
| 19. (1825–1827)  | Louis McLane (J)          |                           |
| 20. (1827–1829)  | Kensey Johns Jr. (NR)     |                           |
| 21. (1829–1831)  | Kensey Johns Jr. (NR)     |                           |
| 22. (1831–1833)  | John J. Milligan (NR)     |                           |
| 23. (1833–1835)  | John J. Milligan (NR)     |                           |
| 24. (1835–1837)  | John J. Milligan (NR)     |                           |
| 25. (1837–1839)  | John J. Milligan (W)      |                           |
| 26. (1839–1841)  | Thomas Robinson Jr. (D)   |                           |
| 27. (1841–1843)  | George B. Rodney (W)      |                           |
| 28. (1843–1845)  | George B. Rodney (W)      |                           |
| 29. (1845–1847)  | John W. Houston (W)       |                           |
| 30. (1847–1849)  | John W. Houston (W)       |                           |
| 31. (1849–1851)  | John W. Houston (W)       |                           |
| 32. (1851–1853)  | George R. Riddle (D)      |                           |
| 33. (1853–1855)  | George R. Riddle (D)      |                           |
| 34. (1855–1857)  | Elisha D. Cullen (KN)     |                           |
| 35. (1857–1859)  | William G. Whiteley (D)   |                           |
| 36. (1859–1861)  | William G. Whiteley (D)   |                           |
| 37. (1861–1863)  | George P. Fisher (U)      |                           |
| 38. (1863–1865)  | William Temple (D)        |                           |
| 38. (1863–1865)  | Nathaniel B. Smithers (U) |                           |
| 39. (1865–1867)  | John A. Nicholson (D)     |                           |
| 40. (1867–1869)  | John A. Nicholson (D)     |                           |
| 41. (1869–1871)  | Benjamin T. Biggs (D)     |                           |
| 42. (1871–1873)  | Benjamin T. Biggs (D)     |                           |
| 43. (1873–1875)  | James R. Lofland (R)      |                           |
| 44. (1875–1877)  | James Williams (D)        |                           |
| 45. (1877–1879)  | James Williams (D)        |                           |
| 46. (1879–1881)  | Edward L. Martin (D)      |                           |
| 47. (1881–1883)  | Edward L. Martin (D)      |                           |
| 48. (1883–1885)  | Charles B. Lore (D)       |                           |
| 49. (1885–1887)  | Charles B. Lore (D)       |                           |
| 50. (1887–1889)  | John B. Penington (D)     |                           |
| 51. (1889–1891)  | John B. Penington (D)     |                           |
| 52. (1891–1893)  | John W. Causey (D)        |                           |
| 53. (1893–1895)  | John W. Causey (D)        |                           |
| 54. (1895–1897)  | Jonathan S. Willis (R)    |                           |
| 55. (1897–1899)  | L. Irving Handy (D)       |                           |
| 56. (1899–1901)  | John H. Hoffecker (R)     |                           |
| 56. (1899–1901)  | Walter O. Hoffecker (R)   |                           |
| 57. (1901–1903)  | L. Heisler Ball (R)       |                           |
| 58. (1903–1905)  | Henry A. Houston (D)      |                           |
| 59. (1905–1907)  | Hiram R. Burton (R)       |                           |
| 60. (1907–1909)  | Hiram R. Burton (R)       |                           |
| 61. (1909–1911)  | William H. Heald (R)      |                           |
| 62. (1911–1913)  | William H. Heald (R)      |                           |
| 63. (1913–1915)  | Franklin Brockson (D)     |                           |
| 64. (1915–1917)  | Thomas W. Miller (R)      |                           |
| 65. (1917–1919)  | Albert F. Polk (D)        |                           |
| 66. (1919–1921)  | Caleb R. Layton (R)       |                           |
| 67. (1921–1923)  | Caleb R. Layton (R)       |                           |
| 68. (1923–1925)  | William H. Boyce (D)      |                           |
| 69. (1925–1927)  | Robert G. Houston (R)     |                           |
| 70. (1927–1929)  | Robert G. Houston (R)     |                           |
| 71. (1929–1931)  | Robert G. Houston (R)     |                           |
| 72. (1931–1933)  | Robert G. Houston (R)     |                           |
| 73. (1933–1935)  | Wilbur L. Adams (D)       |                           |
| 74. (1935–1937)  | J. George Stewart (R)     |                           |
| 75. (1937–1939)  | William F. Allen (D)      |                           |
| 76. (1939–1941)  | George S. Williams (R)    |                           |
| 77. (1941–1943)  | Philip A. Traynor (D)     |                           |
| 78. (1943–1945)  | Earle D. Willey (R)       |                           |
| 79. (1945–1947)  | Philip A. Traynor (D)     |                           |
| 80. (1947–1949)  | J. Caleb Boggs (R)        |                           |
| 81. (1949–1951)  | J. Caleb Boggs (R)        |                           |
| 82. (1951–1953)  | J. Caleb Boggs (R)        |                           |
| 83. (1953–1955)  | Herbert Warburton (R)     |                           |
| 84. (1955–1957)  | Harris McDowell (D)       |                           |
| 85. (1957–1959)  | Hal Haskell (R)           |                           |
| 86. (1959–1961)  | Harris McDowell (D)       |                           |
| 87. (1961–1963)  | Harris McDowell (D)       |                           |
| 88. (1963–1965)  | Harris McDowell (D)       |                           |
| 89. (1965–1967)  | Harris McDowell (D)       |                           |
| 90. (1967–1969)  | William Roth (R)          |                           |
| 91. (1969–1971)  | William Roth (R)          |                           |
| 92. (1971–1973)  | Pete du Pont (R)          |                           |
| 93. (1973–1975)  | Pete du Pont (R)          |                           |
| 94. (1975–1977)  | Pete du Pont (R)          |                           |
| 95. (1977–1979)  | Thomas Evans (R)          |                           |
| 96. (1979–1981)  | Thomas Evans (R)          |                           |
| 97. (1981–1983)  | Thomas Evans (R)          |                           |
| 98. (1983–1985)  | Tom Carper (D)            |                           |
| 99. (1985–1987)  | Tom Carper (D)            |                           |
| 100. (1987–1989) | Tom Carper (D)            |                           |
| 101. (1989–1991) | Tom Carper (D)            |                           |
| 102. (1991–1993) | Tom Carper (D)            |                           |
| 103. (1993–1995) | Mike Castle (R)           |                           |
| 104. (1995–1997) | Mike Castle (R)           |                           |
| 105. (1997–1999) | Mike Castle (R)           |                           |
| 106. (1999–2001) | Mike Castle (R)           |                           |
| 107. (2001–2003) | Mike Castle (R)           |                           |
| 108. (2003–2005) | Mike Castle (R)           |                           |
| 109. (2005–2007) | Mike Castle (R)           |                           |
| 110. (2007–2009) | Mike Castle (R)           |                           |
| 111. (2009–2011) | Mike Castle (R)           |                           |
| 112. (2011–2013) | John Carney (D)           |                           |
| 113. (2013–2015) | John Carney (D)           |                           |
| 114. (2015–2017) | John Carney (D)           |                           |
| 115. (2017–2019) | Lisa Blunt Rochester (D)  |                           |
| 116. (2019–2021) | Lisa Blunt Rochester (D)  |                           |
| 117. (2021–2023) | Lisa Blunt Rochester (D)  |                           |
| 118. (2023–2025) | Lisa Blunt Rochester (D)  |                           |
| 119. (2025–2027) | Sarah McBride (D)         |                           |

## Jelmagyarázat
| Know Nothing (Amerika-párt) (K-N)                  |
| Jackson-ellenes (Anti-J)–Nemzeti Republikánus (NR) |
| Adminisztráció-ellenes (Anti-Admin)                |
| Kőműves-ellenesek (Anti-M)                         |
| Konzervatív (Con)                                  |
| Demokrata (D)                                      |
| Dixiecrat–Államjog (SR)                            |
| Demokrata-Republikánus Párt (D-R)                  |
| Demokrata–Gazda–Munkáspárt (FL)                    |
| Föderalista (F)                                    |

| Szabad Demokrata (FS) |
| Ingyen Ezüst (FSv)    |
| Egyesülés (FU)        |
| Zöldhasú (GB)         |
| Zöld Párt (G)         |
| Jacksonian (J)        |
| Pártatlan Liga (NPL)  |
| Nullifier (N)         |
| Ellenzék (O)          |
| Populista (Pop)       |

| Adminisztráció-párti (Pro-Admin) |
| Progresszív (Prog)               |
| Szesztilalom (Proh)              |
| Helyreállító (Rea)               |
| Republikánus Párt (R)            |
| Szocialista (Soc)                |
| Unionista (U)                    |
| Whig (W)                         |
| Libertárius (L)                  |
| Függetlenek (I)                  |